# Russowia sogdiana
Russowia sogdiana B.Fedtsch., 1912 è una specie di pianta angiosperma dicotiledone della famiglia delle Asteraceae. Questa specie è anche l'unica del genere Russowia C.Winkl., 1890.

## Descrizione
Le specie di questa voce sono piante erbacee annuali non spinose. Il fusto è eretto, ramificato alla base con steli sottili. L'altezza massima per queste piante è di 20 –60 cm.
Le foglie, in genere sottili, disposte lungo il caule in modo alterno, si dividono in basali e in cauline. Quelle basali hanno forme spatolato-lanceolate con base attenuta in un lungo picciolo; i margini sono interi o dentellati. Le foglie cauline si dividono in inferiori e superiori. Le foglie inferiori del fusto hanno forme da lirate a pennatosette con 2 - 5 paia di segmenti laterali con forme da oblunghe a lineari (il segmento terminale è più lungo degli altri). Le foglie superiori del fusto sono più piccole, sessili e pennate con segmenti (1 - 3 coppie per lato) spesso ispessiti all'apice.
Le infiorescenze si compongono di capolini eterogami disposti in lassi corimbi. I capolini sono formati da un involucro a forma da cilindrica a ovoidocilindrica (3 – 8 mm di diametro) composto da brattee (o squame) all'interno del quale un ricettacolo fa da base ai fiori tutti tubulosi. Le brattee dell'involucro, disposte su più serie in modo embricato, sono mutiche (l'apice è ottuso), le forme sono da ovate a ellittiche, sono verdi con sfumature violacee, i margini sono scarioso-ialini, la superficie è percorsa da 3 - 5 traslucenti e cartilaginee striature. Il ricettacolo è alveolato.
I fiori (pochi) sono tutti del tipo tubuloso. I fiori sono tetra-ciclici (ossia sono presenti 4 verticilli: calice – corolla – androceo – gineceo) e pentameri (ogni verticillo ha 5 elementi). I fiori in genere sono ermafroditi e actinomorfi. Se i capolini sono eterogami allora sono presenti dei ampi fiori periferici radiati staminoidi e sterili.
- Formula fiorale:

- /x K {\displaystyle \infty }, [C (5), A (5)], G 2 (infero), achenio

- Calice: i sepali del calice sono ridotti ad una coroncina di squame.
- Corolla: la corolla in genere è colorata di rosa ed è scarsamente villosa dalla metà in poi. Dimensione della corolla: 1 cm.
- Androceo: gli stami sono 5 con filamenti liberi, glabri e papillosi, mentre le antere sono saldate in un manicotto (o tubo) circondante lo stilo.[10]
- Gineceo: lo stilo è filiforme; gli stigmi dello stilo sono due divergenti. L'ovario è infero uniloculare formato da 2 carpelli.

Il frutto è un achenio con pappo. Gli acheni (lunghi 3,5 – 4 mm), con forme lineari-oblunghe e alveole laterali, colorati di bruno-giallastro, sono lisci e sparsamente sericei. Nelle alveole è presente dell'elaisoma. Il pericarpo dell'achenio è sclerificato; alla sommità l'achenio è provvisto di una piastra dritta. Il pappo (deciduo o persistente) è inserito in un anello parenchimatico sulla piastra apicale e in genere è formato da due serie di lunghe, strette setole pennate (o seghettate) e biancastre (lunghezza del pappo: 5 – 7 mm).

## Biologia
- Impollinazione: l'impollinazione avviene tramite insetti (impollinazione entomogama).
- Riproduzione: la fecondazione avviene fondamentalmente tramite l'impollinazione dei fiori (vedi sopra).
- Dispersione: i semi cadendo a terra (dopo essere stati trasportati per alcuni metri dal vento per merito del pappo – disseminazione anemocora) sono successivamente dispersi soprattutto da insetti tipo formiche (disseminazione mirmecoria).

## Distribuzione
Le specie di questa voce si trovano nei deserti dell'Asia centrale a quote tra 800 - 1.000 metri sopra il livello del mare.

## Tassonomia
La famiglia di appartenenza di questa voce (Asteraceae o Compositae, nomen conservandum) probabilmente originaria del Sud America, è la più numerosa del mondo vegetale, comprende oltre 23.000 specie distribuite su 1.535 generi, oppure 22.750 specie e 1.530 generi secondo altre fonti (una delle checklist più aggiornata elenca fino a 1.679 generi). La famiglia attualmente (2021) è divisa in 16 sottofamiglie.
La tribù Cardueae (della sottofamiglia Carduoideae) a sua volta è suddivisa in 12 sottotribù (la sottotribù Centaureinae è una di queste).

### Filogenesi
La classificazione della sottotribù rimane ancora problematica e piena di incertezze. Il genere di questa voce è inserito nel gruppo tassonomico informale Volutaria Group. Questo gruppo composto da 8 generi, nell'ambito della sottotribù Centaureinae e da un punto di vista filogenetico, si trova in posizione "basale", ossia è stato il primo gruppo a separarsi dagli altri generi. In più recenti studi, tuttavia, alcuni generi (Mantisalca), risultano avere delle posizioni più centrale all'interno del gruppo informale Rhaponticum Group.